# Trophée des champions 2013
Trophée des champions 2013 byl zápas Trophée des champions, tedy francouzského fotbalového Superpoháru. Střetly se v něm týmy Paris Saint-Germain FC jakožto vítěz Ligue 1 ze sezóny 2012/13, a celek FC Girondins de Bordeaux, který vyhrál ve stejné sezóně francouzský fotbalový pohár (Coupe de France).
Utkání francouzského Superpoháru mají od roku 2009 dějiště mimo území Francie, tentokrát se zápas odehrál 3. srpna 2013 na Stade d'Angondjé v Libreville, hlavním městě Gabonu. O poločase byl stav 1:0 pro tým Bordeaux, Paris Saint-Germain však nakonec dokázal průběh zvrátit a po výhře 2:1 se radoval z triumfu. Pro PSG to bylo třetí prvenství v soutěži, v minulosti trofej získal ještě v letech 1995 a 1998. Tým Bordeaux přišel o možnost získat čtvrtou trofej ve francouzském Superpoháru.

## Průběh zápasu
Utkání Trophée des champions se od roku 2009 odehrávají kvůli propagaci francouzského fotbalu v zahraničí, tento ročník se uskutečnil v hlavním městě Gabonu Libreville. Na lavičce Paris Saint-Germain FC stál poprvé v soutěžním zápase nový trenér Laurent Blanc, který v letním období nahradil italského stratéga Carla Ancelottiho, po němž mocně toužil španělský velkoklub Real Madrid. Na druhé straně stál Francis Gillot, který působí v týmu Girondins od června 2011. Kapitánem v jeho týmu byl český záložník Jaroslav Plašil. Stojí za zmínku, že Laurent Blanc v minulosti vedl i tým Bordeaux. V tomto zápase ještě neposlal na hřiště letní posily Edinsona Cavaniho, Marquinhose a Lucase Digneho.
V úvodu zápasu měl iniciativu na svých kopačkách Paris Saint-Germain, forward Ezequiel Lavezzi zachytil nepřesnou přihrávku Ludovica Obraniaka a po jeho akci musel zasahovat brankář Cédric Carrasso. Další nebezpečí znamenala standardní situace, kterou rozehrával Thiago Motta, Thiago Silva ale nedopravil míč za záda Carrassa. Girondins se většinu prvního poločasu bránilo, ale v 38. minutě předvedlo protiútok. Z levé strany nacentroval Nicolas Maurice-Belay, míč našel u přední tyče Henri Saiveta, který hlavičkoval přesně - 1:0 pro Bordeaux. Tímto skóre skončil první poločas. Ve druhé půli se dlouhou dobu nedělo nic vážného. Vzrušení vyvolal gól Zlatana Ibrahimoviće, který ovšem nebyl uznán pro ofsajd. Vzápětí však švédský kanonýr efektním i efektivním obloučkem uvolnil nového hráče na hřišti Hervina Ongendu, jenž v 81. minutě střelou po zemi propálil brankáře Bordeaux. Bylo srovnáno na 1:1. V samotném závěru zápasu, kdy už se zdálo, že přijde na penaltový rozstřel, rozehrál standardní situaci Brazilec Lucas Moura a jeho centr přetavil ve vítězný gól krajan Alex. Paris Saint-Germain vstoupil do nové sezóny vítězně, porazil Girondins de Bordeaux 2:1.

## Detaily zápasu
| 3. srpen 2013 19:45 WAT (20:45 SELČ) |        |                          |                                                                                 |
| Paris Saint-Germain FC               | 2 – 1  | FC Girondins de Bordeaux | Stade d'Angondjé, Libreville, Gabon diváci: 34 658 rozhodčí: Jérôme Efong Nzolo |
| Ongenda 81' Alex 90+3'               | Report | Saivet 38'               | Stade d'Angondjé, Libreville, Gabon diváci: 34 658 rozhodčí: Jérôme Efong Nzolo |

| Paris Saint-Germain FC | FC Girondins de Bordeaux |

| GK            | 30 | Salvatore Sirigu     |     |     |
| RB            | 26 | Christophe Jallet    |     |     |
| CB            | 13 | Alex                 |     |     |
| CB            | 2  | Thiago Silva         |     |     |
| LB            | 17 | Maxwell              |     |     |
| MF            | 14 | Blaise Matuidi       | 78' |     |
| MF            | 8  | Thiago Motta         | 46' | 72' |
| AM            | 27 | Javier Pastore       |     | 73' |
| AM            | 29 | Lucas                |     |     |
| FW            | 10 | Zlatan Ibrahimović   |     |     |
| FW            | 22 | Ezequiel Lavezzi     |     | 74' |
| Náhradníci:   |    |                      |     |     |
| GK            | 1  | Nicolas Douchez      |     |     |
| DF            | 3  | Mamadou Sakho        |     |     |
| DF            | 21 | Lucas Digne          |     |     |
| DF            | 23 | Gregory van der Wiel |     |     |
| MF            | 24 | Marco Verratti       |     | 72' |
| MF            | 38 | Kingsley Coman       |     | 74' |
| FW            | 35 | Hervin Ongenda       |     | 73' |
| Trenér:       |    |                      |     |     |
| Laurent Blanc |    |                      |     |     |

| GK             | 16 | Cédric Carrasso       |       |       |
| RB             | 25 | Mariano               |       |       |
| CB             | 6  | Ludovic Sané          |       |       |
| CB             | 26 | Grégory Sertić        |       |       |
| LB             | 29 | Maxime Poundjé        |       |       |
| CM             | 18 | Jaroslav Plašil       |       | 90+2' |
| CM             | 7  | Landry N'Guémo        | 45+2' |       |
| AM             | 17 | André Biyogo Poko     |       |       |
| AM             | 4  | Ludovic Obraniak      |       |       |
| FW             | 10 | Henri Saivet          |       | 90+1' |
| FW             | 19 | Nicolas Maurice-Belay |       | 90+3' |
| Náhradníci:    |    |                       |       |       |
| GK             | 1  | Ažbe Jug              |       |       |
| GK             | 30 | Kévin Olimpa          |       |       |
| DF             | 2  | Vujadin Savić         |       |       |
| DF             | 21 | Matthieu Chalmé       |       |       |
| MF             | 8  | Fahid Ben Chalfallah  |       | 90+1' |
| FW             | 12 | Hadi Sacko            |       | 90+3' |
| FW             | 20 | Jussiê                |       | 90+2' |
| Trenér:        |    |                       |       |       |
| Francis Gillot |    |                       |       |       |

| Asistenti rozhodčího: Evarist Menkouande Sylvain Mouala Čtvrtý rozhodčí: Eric Otogo-Castane | Pravidla - 90 minut. - Penaltový rozstřel, pokud je stav vyrovnaný po řádné hrací době (neprodlužuje se). - 7 povolených náhradníků na lavičce každého týmu. - Maximálně 3 střídání hráčů pro každé mužstvo. |